# St. Theresia vom Kinde Jesu (Ankara)

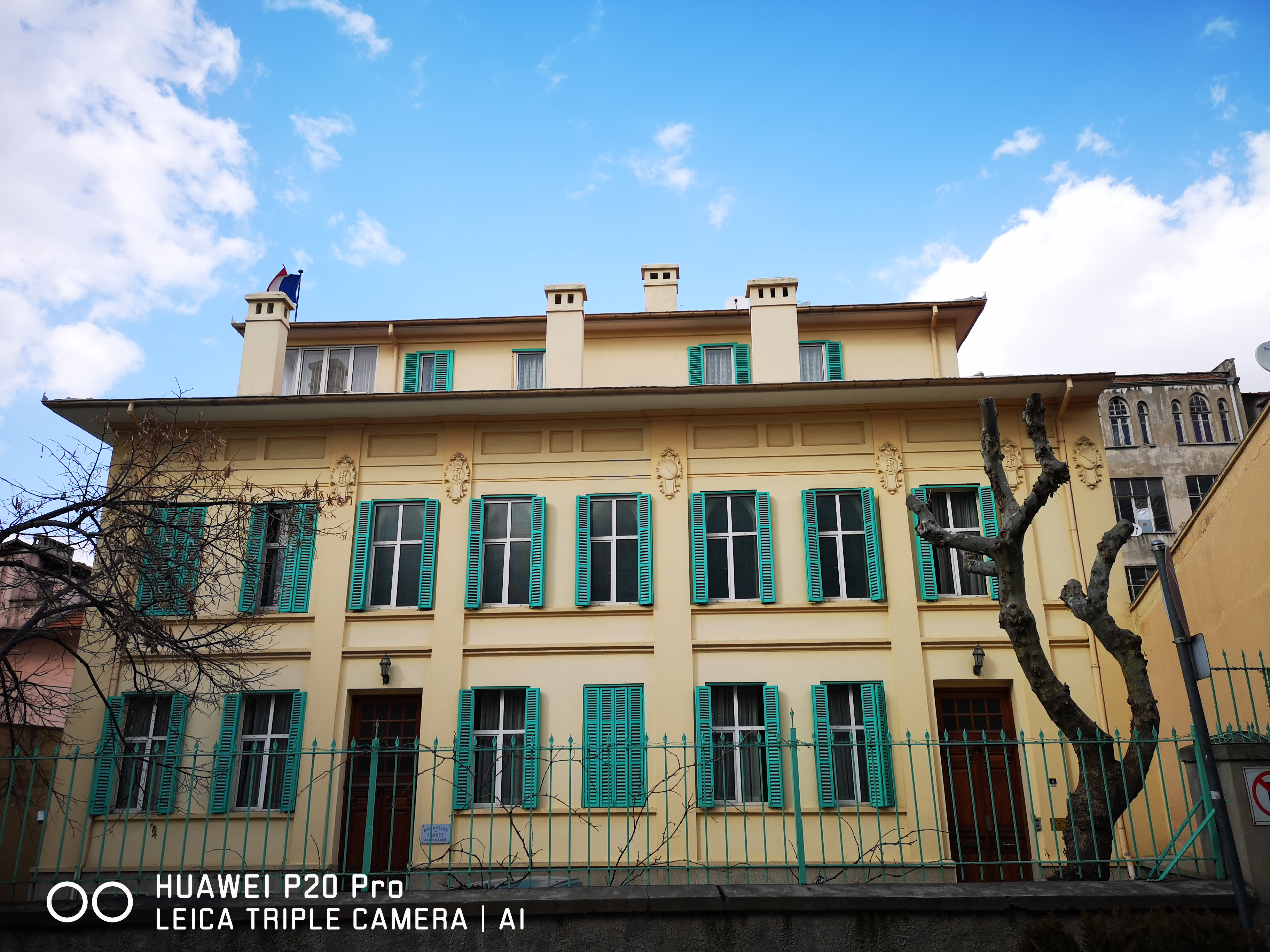
Ehemalige Botschaft mit der Kapelle

Die Kapelle St. Theresia vom Kinde Jesu (türkisch Azize Tereza Kilisesi) des Apostolischen Vikariats Istanbul ist eine römisch-katholische Kirche in Altındağ in Ankara. 

## Lage und Geschichte
Die Kapelle befindet sich am Rand der Stadtteile (Semt) Ulus und Kale, unterhalb der Zitadelle am Rand des diese hier umgebenden Parks (Hisar Parkı), 100 Meter vom Museum für anatolische Zivilisationen entfernt.
Auf dem Gelände befand sich zu Beginn des 20. Jahrhunderts eine französische Schule, die den heiligen Clemens zum Patron hatte (türkisch Aziz Klement Koleji). Nach den Mönchen, die dort wirkten, erhielt die Gasse, an der das Anwesen lag, den Namen Kardeşler Sokağı (deutsch: Brüdergasse). Das Kolleg lag in der Nähe eines Stadtviertels, das von Armeniern bewohnt war, die damals einen großen Teil der Bevölkerung Ankaras stellten, von denen ihrerseits ein großer Teil der unierten Armenisch-katholischen Kirche angehörte.
Beim großen Brand von Ankara 1916 brannte das Schulgebäude vollständig ab. Auf dem Gelände errichtete die französischen Botschaft im Jahr 1928 ein neues Gebäude, in dem u. a. die Kanzlei der französischen Botschaft und bis 1942 die Dienstwohnung des französischen Konsuls untergebracht wurden. Dazu enthielt das Gebäude eine Kapelle. Nach dem Auszug des Konsuls wurde in dem Gebäude eine französische Schule eröffnet. Nach der Verlegung der französischen Schule wurde die Kapelle 2002 restauriert und als lateinische katholische Kirche St. Teresa eröffnet.
Das Kirchengebäude wurde am 12. April 1980 als städtischer Standort ersten Grades registriert.

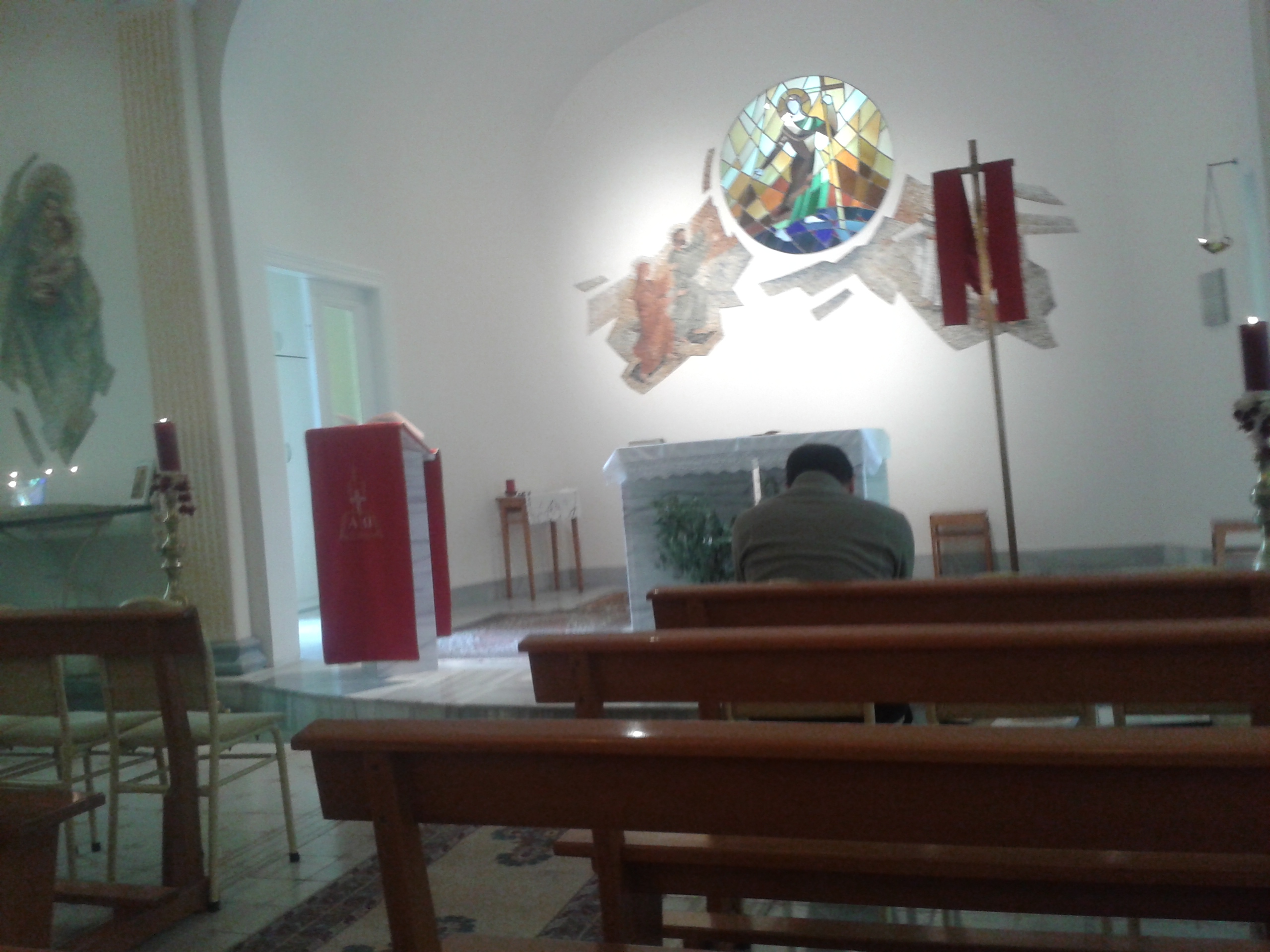
Hauptaltar
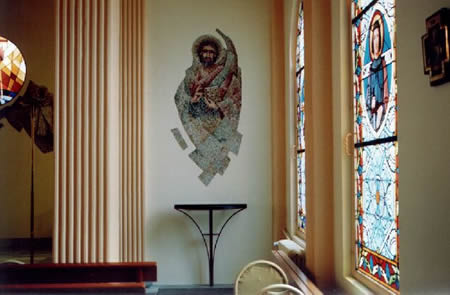
Rechter Seitenaltar mit Christus-Darstellung
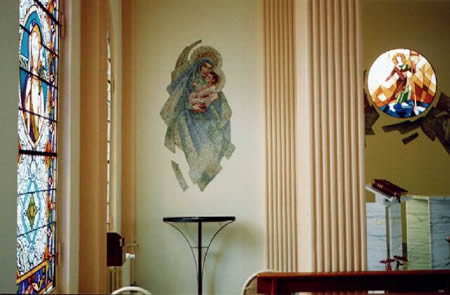
Linker Seitenaltar mit Marien-Darstellung